# Лонівка
Ло́нівка — село в Україні, у Львівському районі Львівської області. Населення становить 38 осіб. Орган місцевого самоврядування — Перемишлянська міська рада.

## Географія
Через село тече річка Лонівка, права притока Золотої Липи.